# Рудольф Ветцер
Ру́дольф (Ру́ді) Ве́тцер (рум. Rudolf Wetzer) (17 березня 1901, Темешвар — 13 квітня 1993, Хайфа) — румунський футболіст, що грав на позиції нападника, і футбольний тренер. Триразовий чемпіон Румунії. У складі збірної Румунії переможець і найкращий бомбардир Балканського кубку 1929–31, учасник Олімпійських ігор 1924 року та чемпіонату світу 1930 року.

## Клубна кар'єра
На клубному рівні Ветцер у 1920-х роках він грав за «Чінезул» (двічі був чемпіоном Румунії), «Унірю» Тімішоара, «Тереквеш» (Будапешт), БСК Белград, «Уйпешт» (Будапешт). В складі останньої був переможцем Кубка Мітропи 1929, хоча у фіналі не грав.
З командою «Ювентус» Бухарест був національним чемпіоном Румунії в сезоні 1929–30. Також виступав у клубах «Печ-Баранья», «Йєр», ІСЛА Тімішоара та «Крайован» Крайова. Граючи в Угорщині, він використовував ім'я Рудольф Ведер, в Сербії — Рудольф Вечер.
В складі БСК Ветцер, разом з іншим румуном Дезідеріу Лакі, стали першими іноземними професіоналами, які грали в Сербії.

## Кар'єра в збірній
В складі збірної виступав на Олімпійських іграх 1924 року
Під час Чемпіонату світу з футболу 1930 року Ветцер був капітаном та одним з тренерів збірної Румунії разом із Октавом Лучіде під керівництвом Костеля Редулеску. Так вирішив Редулеску за кілька тижнів до турніру. У травні 1930 року румуни програли Кубок короля Олександра (турнір для двох команд) Югославії в Белграді. У той час капітаном команди ще був Емеріх Фогль. Ветцер повернувся в збірну через два тижні в товариському матчі проти Греції в Бухаресті. Це рішення принесло успіх як Редулеску, так і Ветцеру, оскільки Рудольф забив 5 голів, а команда перемогла з рахунком 8:1. Після цього гравець і став капітаном команди.
На чемпіонаті світу Румунія потрапила в групу з Уругваєм і Перу, перемігши перуанців з рахунком 3:1, а потім програвши майбутнім переможцям і господарям з рахунком 0:4. Друга з цих ігор проходила на стадіоні «Сентенаріо» в Монтевідео.
Ветцер і Бодола були двома найкращими бомбардирами першого Балканського кубка 1929-31 років (який виграла Румунія). На цьому турнірі вони забили за свою збірну по 7 голів.
Грав за збірну Румунії до 1932 року. Його останнім матчем стала поразка від Болгарії з рахунком 0:2 у Белграді

## Статистика

### Статистика виступів за збірну
| Дата       | Місто       | Господарі  | Результат | Гості          | Турнір            | Голи | Примітки |
| ---------- | ----------- | ---------- | --------- | -------------- | ----------------- | ---- | -------- |
| 10/06/1923 | Бухарест    | Румунія    | 1 – 2     | Югославія      | товариський матч  | -    |          |
| 01/07/1923 | Клуж-Напока | Румунія    | 0 – 6     | Чехословаччина | товариський матч  | -    |          |
| 20/05/1924 | Відень      | Австрія    | 4 – 1     | Румунія        | товариський матч  | -    |          |
| 27/05/1924 | Коломб      | Нідерланди | 6 – 0     | Румунія        | ОІ 1924 - 1/8     | -    |          |
| 31/05/1925 | Софія       | Болгарія   | 2 – 4     | Румунія        | товариський матч  | 2    |          |
| 07/05/1926 | Стамбул     | Туреччина  | 1 – 3     | Румунія        | товариський матч  | -    |          |
| 03/10/1926 | Загреб      | Югославія  | 2 – 3     | Румунія        | товариський матч  | 1    |          |
| 10/05/1927 | Бухарест    | Румунія    | 0 – 3     | Югославія      | товариський матч  | -    |          |
| 19/06/1927 | Бухарест    | Румунія    | 3 – 3     | Польща         | товариський матч  | -    |          |
| 15/04/1928 | Арад        | Румунія    | 4 – 2     | Туреччина      | товариський матч  | 1    |          |
| 06/05/1928 | Белград     | Югославія  | 3 – 1     | Румунія        | товариський матч  | -    |          |
| 25/05/1930 | Бухарест    | Румунія    | 8 – 1     | Греція         | Балканський кубок | 5    |          |
| 14/07/1930 | Монтевідео  | Перу       | 1 – 3     | Румунія        | ЧС 1930 - група   | -    |          |
| 21/07/1930 | Монтевідео  | Уругвай    | 4 – 0     | Румунія        | ЧС 1930 - група   | -    |          |
| 12/10/1930 | Софія       | Болгарія   | 5 – 3     | Румунія        | Балканський кубок | 2    |          |
| 12/06/1932 | Бухарест    | Румунія    | 6 – 3     | Франція        | товариський матч  | 2    |          |
| 26/06/1932 | Белград     | Болгарія   | 2 – 0     | Румунія        | Балканський кубок | -    |          |
| Усього     |             | Матчів     | 17        |                | Голів             | 13   |          |

## Досягнення
- Чемпіон Румунії: 1925–26, 1926–27, 1929–30
- Володар Кубка Мітропи: 1929
- Володар Балканського кубка: 1929-31
- Найкращий бомбардир Балканського кубку: 1929-31 (7 м'ячів у 2-ох зіграних матчах)